# Leopoldsruhe
Leopoldsruhe je bývalý lovecký zámeček, který se nachází v areálu bývalého hospodářského dvora Velký Dvůr ve městě Pohořelice v okrese Brno-venkov. Je chráněn jako kulturní památka České republiky. Jedná se o barokní jednopatrovou budovu tvaru U od Františka Antonína Grimma s čestným dvorem, který je ohrazen zdí a dvěma hospodářskými budovami. Krátce po roce 1743 jej nechal postavit Jan Leopold z Ditrichštejna, který získal Velký Dvůr v rámci koupě židlochovického panství. V první čtvrtině 19. století zakoupil panství Albert Sasko-Těšínský, který kolem zámku nechal vybudovat ohradní zeď s čestným dvorem a založit park.
Po první světové válce přešel Velký Dvůr se zámkem do správy Československých státních lesů a statků a po roce 1949 Československých státních statků. Po roce 1989 převzal zdevastovaný objekt od státního podniku Státní statek Pohořelice stát. Od roku 2001 se nachází v majetku Sdružení pěstounských rodin, které objekt rekonstruovalo a od roku 2003 zde vybudovalo Dům na půli cesty, sociální centrum pro mladé lidi. Rekonstrukce proběhla v letech 2002–2007 nákladem 24 milionů korun, s dotací fondů Evropské unie ve výši 6,5 milionů korun.

## Historie zámku v letech 1918–1989
Majetkem Habsbursko-lotrinské dynastie (Bedřicha Rakousko-Těšínského) zůstal zámek až do roku 1919, kdy byl na základě Saintgermainské smlouvy zestátněn a v roce 1924 zařazen do správy Československých státních lesů a statků. Zámek následně sloužil k ubytování českých zaměstnanců na zestátněném Velkém Dvoře. Po druhé světové válce jej opět převzaly Československé státní lesy a statky a od roku 1949 národní podnik Československé státní statky, které v něm zřídili Ústřední učiliště Čs. státních statků pro dělnické kádry.
V roce 1919 přechází panství do majetku státu a roku 1926 je zde vytvořeno Polesí Velký Dvůr, jehož sídlo je vystavěno ve středu parku na jedné z původních hvězd, v přibližně stejném období je postavena myslivna při západním okraji parku. Cestní síť do určité míry koresponduje z historickou, ale mezi Polesím a myslivnou byla vytvořena nová přímá spojnice. V tomto období dochází i k obnově Starého rybníka, a tím k zničení unikátní sítě os, které v krajině existovaly. Tyto zásahy a dalších 80 let bez adekvátní péče způsobily fatální dopad na dnešní vzhled parku. V letech 1948 až 1950 byly znovu obnoveny rybníky Starý, Nový a Vrkoč. Areál parku byl ještě do roku 1984 veden v kategorii les zvláštního určení, později už jen jako hospodářský les. Z tohoto vyplývá, že park a zámek jsou majetkově odděleny posledních 85 let, přestože zůstávají v majetku státu.
Návrh regenerace, přestavby a obnovy vegetačních prvků v modelovém objektu - zámecký park ve Velkém Dvoře u Pohořelic
V roce 1950 Státní památkový úřad oznámil Státnímu statku Pohořelice, že lovecký zámek Leopoldsruhe s hospodářskými budovami u Velkého Dvora (st. p. 272, 267) byly přidány do oficiálního soupisu památek jako velmi hodnotný umělecko-historický objekt ze 30. let 18. století. V roce 1951 Československé státní statky konstatovaly, že zámek je ve velmi špatném stavu. Zámek pak přešel do majetku nově zřízeného Výzkumného ústavu pro hospodaření vodou v zemědělství v Pohořelicích, jehož byl Velký Dvůr součástí.
V roce 1952 Státní památkový úřad konstatoval opět zhoršení stavu zámku, kdy jej shledal v neudržovaném stavu a v přízemí zámku chov drůbeže. Následně měl zámek sloužit jako středisko pracujícího dorostu. V roce 1953 byl ústav přejmenován na Výzkumný ústav travopolní soustavy v Pohořelicích a zámek byl v roce 1954 využíván jako kulturní dům a pro třídu základní školy. V letech 1959–1969 se nacházel v majetku sloučeného Výzkumného ústavu krmivářského v Pohořelicích. V roce 1960 sloužily zámecké prostory jako bytové jednotky. V roce 1969 byl zámek s účelovými objekty Velkého Dvora a Nové Vsi přiřazen opět ke Státnímu statku Pohořelice a ve zdevastovaném stavu jej po roce 1989 převzal stát.

## Galerie

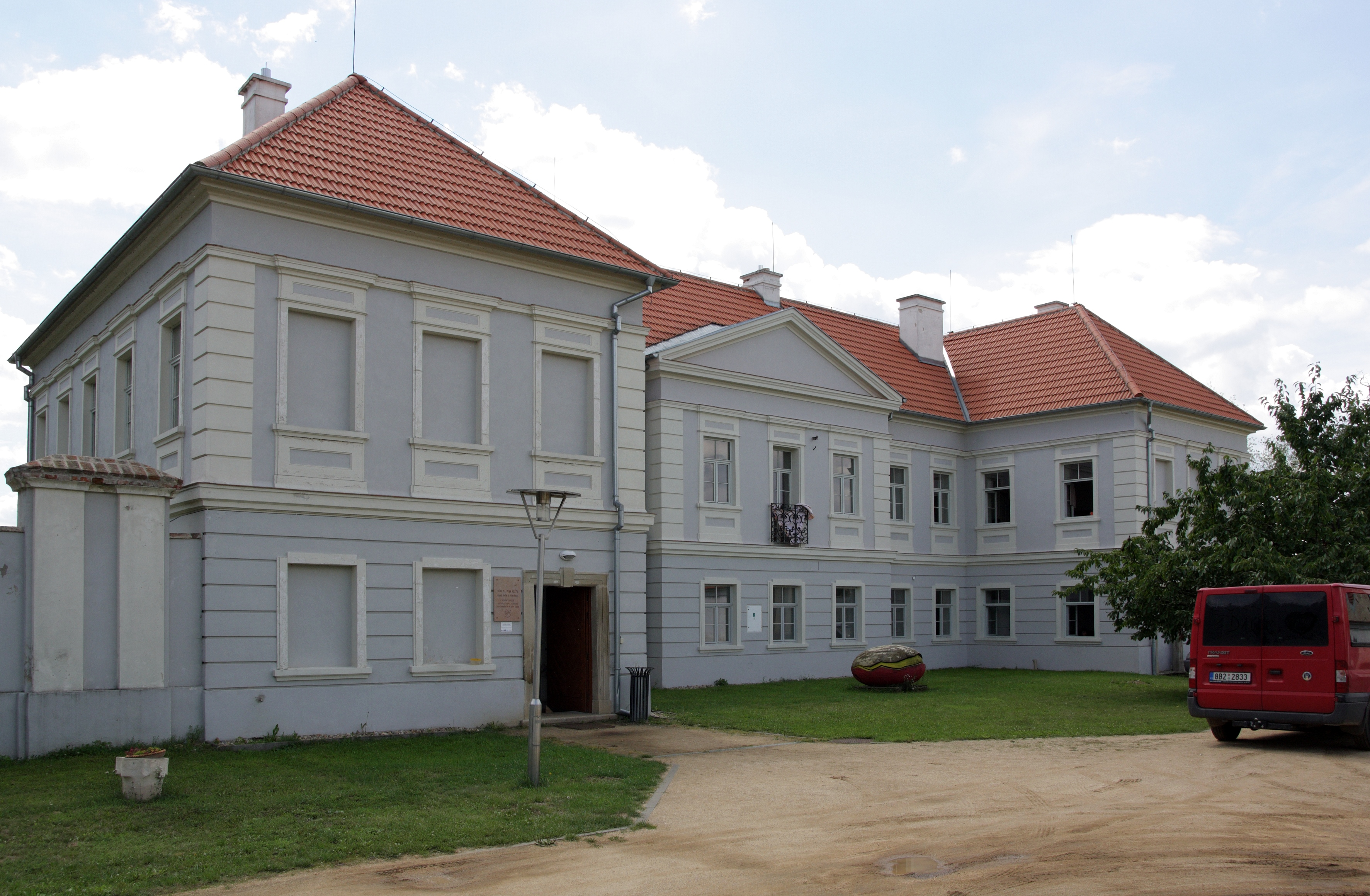
severní průčelí
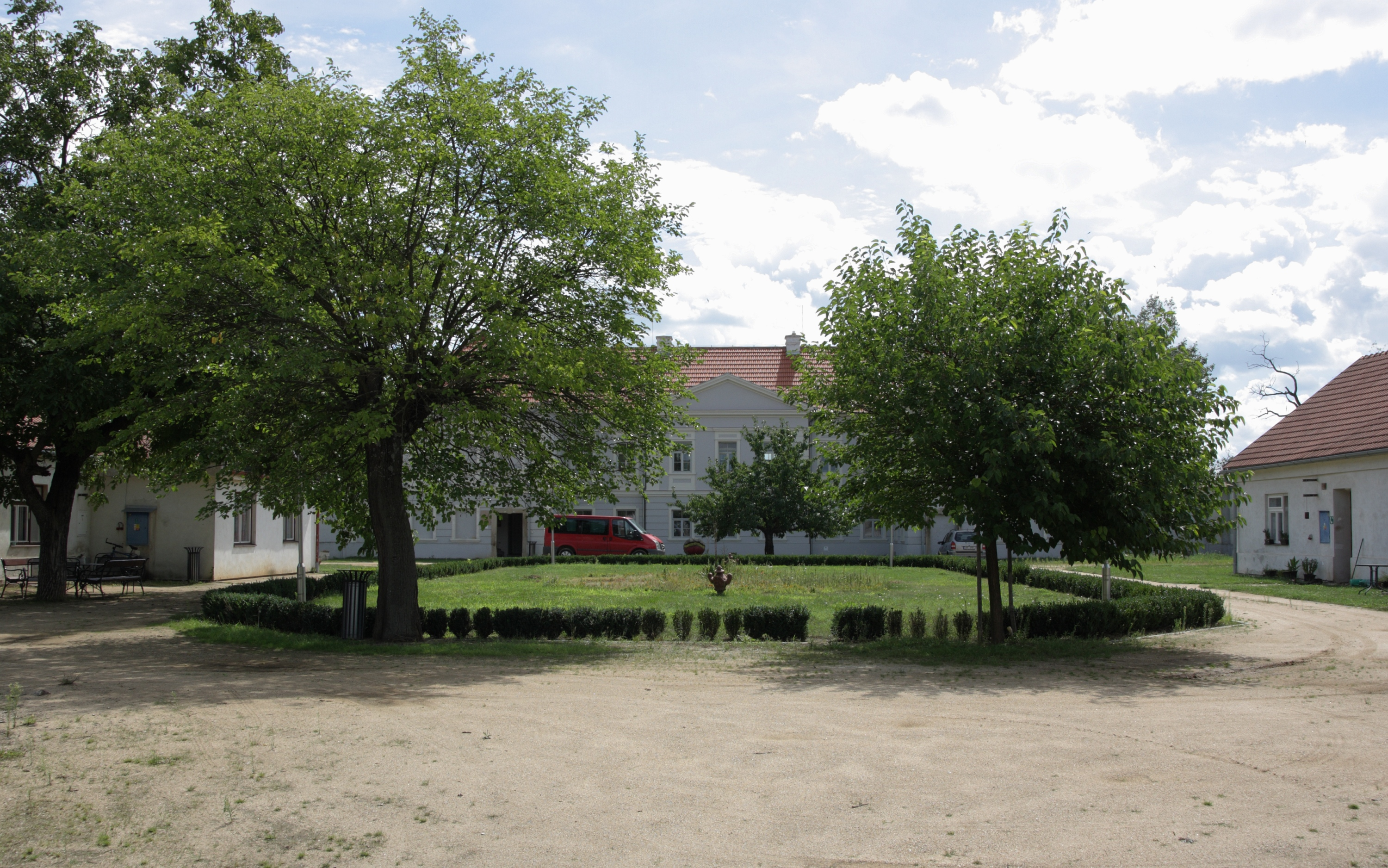
čestný dvůr
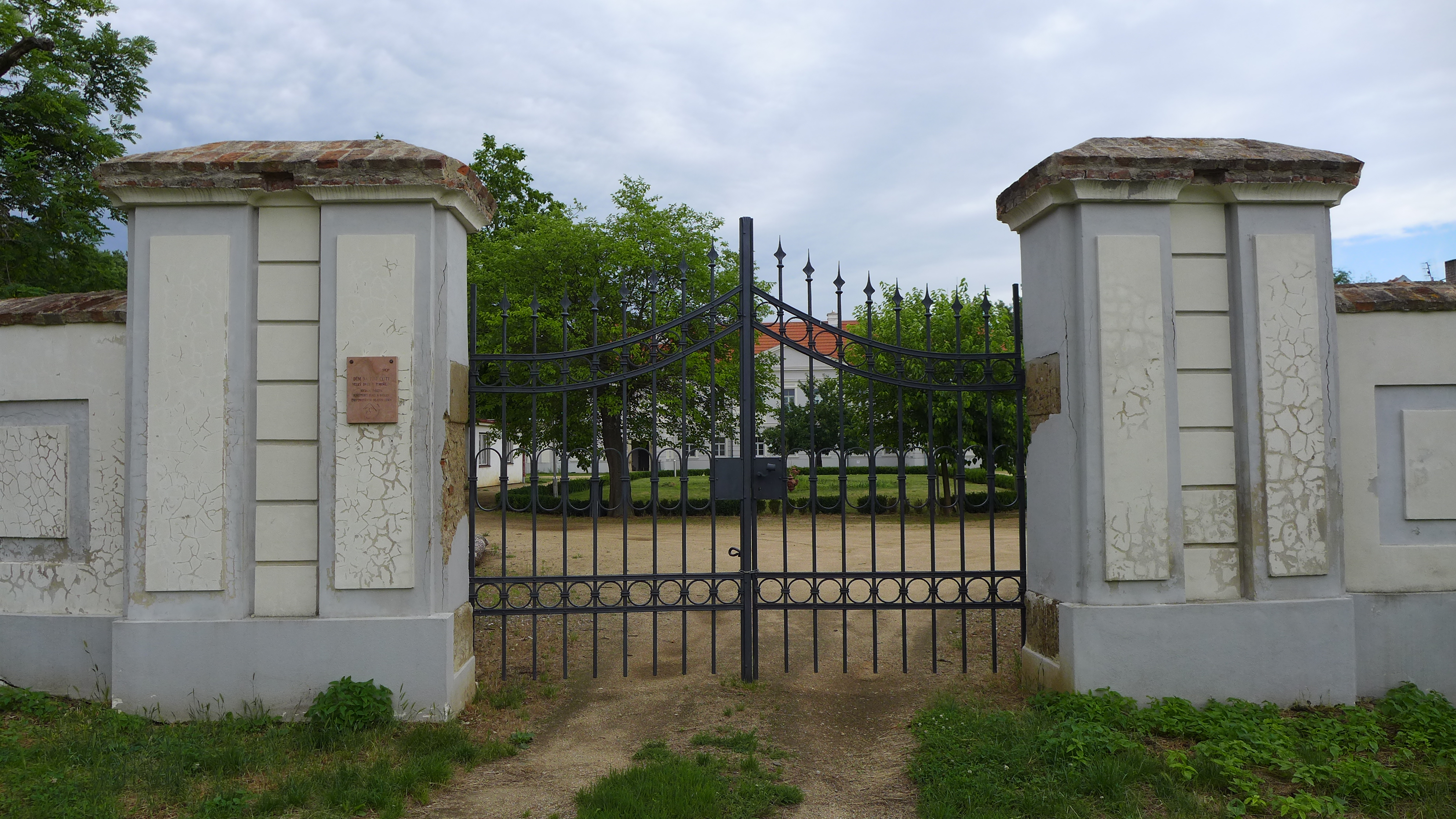
hlavní brána